# ناحیه هانوفر، شهرستان کوک، ایلینوی
ناحیه هانوفر (به انگلیسی: Hanover Township) یک منطقهٔ مسکونی در ایالات متحده آمریکا است که در شهرستان کوک (ایلینوی) واقع شده‌است. ناحیه هانوفر ۸۷٫۲ کیلومتر مربع مساحت دارد ۲۴۳ متر بالاتر از سطح دریا واقع شده‌است.